# Броненосцы типа «Бранденбург»
Броненосцы типа «Бранденбург» (нем. Brandenburg-Klasse) — тип броненосцев флота Германии конца XIX века. Четыре корабля этого типа стали первыми немецкими эскадренными броненосцами.

## Проектирование и постройка
Проект нового немецкого броненосца, впервые предназначавшегося для боевых действий не только в прибрежной зоне или в закрытой акватории Балтики, но и в открытом океане, был разработан под руководством главного корабельного инженера германского флота Раухфуса. По своей конструкции данный тип кораблей представлял большой прогресс в сравнении с предшествовавшей серией броненосцев типа «Саксен».
При проектировании было задано ограничение водоизмещения в 10 тыс. тонн — значительно меньше, чем у аналогичных кораблей основных морских держав. Тем не менее, немецкие конструкторы старались добиться в своем проекте сбалансированности хорошей мореходности, надежной защиты и сильной артиллерии главного калибра.
При том, что в конструкции броненосцев серии «Бранденбург» явно прослеживалось влияние французской кораблестроительной школы (борт с большим завалом, высокие надстройки, мачты с большими марсами) в целом проект демонстрировал оригинальность, прежде всего — в схеме размещения артиллерии главного калибра, в некоторой степени предвосхищавшей позднейшие линкоры дредноутного типа (а скорее — повторявшей более ранние французские броненосцы типа «Адмирал Боден»).
В мае 1889 г. два броненосца были заложены на верфях фирмы «Вулкан» в Штеттине и по одному на стапеле завода «Германия-верфь» в Киле и на государственной верфи в Вильгельмсхафене.

## Представители
«Курфюрст Фридрих Вильгельм». Строился в Вильгельмсхафене. Торжественно спущен на воду 30 июня 1891 г. Назван в честь курфюрста XVII в., заложившего основу могущества Бранденбурга-Пруссии. В составе германского флота с 1 ноября 1894 г. С 1 сентября 1910 г. в составе турецкого флота как «Хайреддин Барбаросса».
«Бранденбург». Строился в Штеттине. Спущен на воду 21 сентября 1891 г. Назван в честь провинции (исторической земли) Германии. Хотя «Бранденбург» был вторым в серии, в литературе, тем не менее, закрепилось в обозначении типа его название. В составе германского флота с 19 ноября 1893 г.
«Вейссенбург». Строился в Штеттине. Спущен на воду 14 декабря 1891 г.
Назван в честь победы немцев в битве при Вейсенбурге во время франко-прусской войны. В составе германского флота с 14 октября 1894 г. С 1 сентября 1910 г. в составе турецкого флота как «Торгут Рейс».
«Вёрт». Строился в Киле. Спущен на воду 6 августа 1892 г. Назван в честь победы немцев в битве при Вёрте во время франко-прусской войны. Торжественный спуск был приурочен к 22-й годовщине сражения. В составе германского флота с 31 октября 1893 г.

## Конструкция

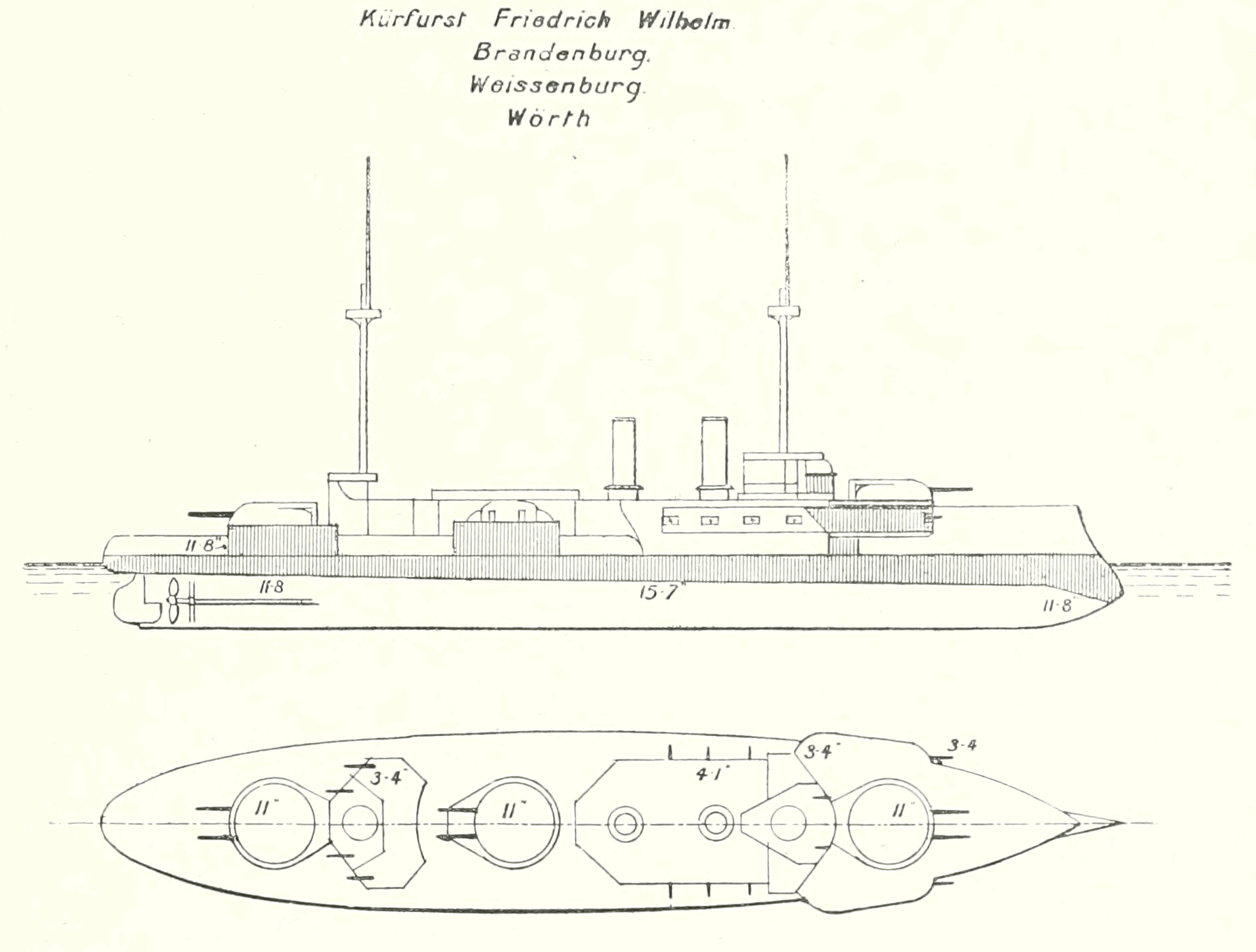
Схема броненосца типа «Бранденбург»

### Корпус
Корпуса броненосцев были склепаны из только что вошедшей в практику судостроения мартеновской стали германского производства. В отличие от ранних броненосцев типа «Саксен» у «Бранденбургов» корпус имел более широкий мидель и более острые обводы в оконечностях (за характерные очертания корпуса англичане прозвали эти немецкие корабли «китобоями»). Высокобортный корпус имел протяженный почти до середины судна возвышенный полубак. Это повышало мореходность и обеспечивало хорошую высоту огня для носовых орудий. Двойное дно имелось только в средней части — под машинным и котельным отделениями. Водонепроницаемые перегородки делили трюм на 120 отсеков. Корабль имел две мачты с боевыми марсами и две дымовые трубы (первоначально низкие, затем удлиненные). Возвышавшиеся над верхней палубой массивные переднюю и задние надстройки соединял переходной мостик, проходивший над средней орудийной башней.

### Бронирование
Первоначально предполагалось использование для «Бранденбургов» стале-железной компаунд-брони. Однако уже во время строительства в 1890 г. в Германии фирмой Крупп была получена стале-никелиевая цементированная броня лучшего качества. На «Бранденбурге» и «Вейсенбурге» новой броней были защищены барбеты двух из трех башен главного калибра; на «Курфюрсте Фридрихе Вильгельма» и «Вёрте» — главные броневые пояса.
Главный броневой пояс выше конструктивной ватерлинии от кормы к носу имел переменную толщину 300-350-400-350-300 мм, ниже конструктивной ватерлинии 180-200-180 мм при общей ширине всего 2,5 м (до 225 мм при использовании цементированной брони). Дополнительной защитой также являлись идущие за бронепоясом отсеки-коффердамы, а также угольные ямы у котельных отделений. Для защиты от продольного огня было установлена три броневых траверса с толщиной от 50 до 120 мм. По всему кораблю ниже верхней палубы проходила броневая палуба толщиной в 65 мм. Артиллерия главного калибра находилась в барбетах с толщиной стенок в 12 дюймов брони. Броневые колпаки башен имели толщину брони от 12 (лоб) до 8 (задняя часть) дюймов и 70 мм крыша. Среднекалиберную артиллерию защищали броневые листы в 3 дюйма. В целом вес брони составлял 31,7 % нормального водоизмещения. Толщина стенок передней боевой рубки составляла 300 мм, её крыши 30 мм При этом большая часть высокого надводного борта и палубных надстроек не имела никакой защиты, что делало «Бранденбурги» уязвимыми для обстрела скорострельной среднекалиберной артиллерией, получившей развитие в это время.

### Вооружение
Главным артиллерийским вооружением броненосцев типа «Бранденбург» были 11-дюймовые орудия фирмы Крупп — более мощные, чем 10-дюймовки броненосцев типа «Саксен», но меньшего калибра, чем главные орудия линейных кораблей других основных держав. Меньший калибр компенсировало большее число орудий главного калибра немецких броненосцев — шесть против двух-четырех на кораблях других типов. Орудия впервые размещались в трех расположенных в диаметральной плоскости двухорудийных башнях, что позволяло осуществлять максимальный бортовой залп. При этом в носовой и кормовой башнях орудия имели длину ствола в 40 калибров, в средней башне — 35 калибров. Орудия средней башни имели сильно ограниченные сектора обстрелов, так как находились между надстройками, которые, к тому же, они могли повредить при стрельбе дульными газами.
Среднекалиберная артиллерия «Бранденбургов» состояла из шести (впоследствии — восьми) 105 миллиметровых орудий, расположенных в передней части корабля в двух бортовых батареях, защищенных бронированными казематами.
Также имелась противоминная артиллерия из восьми 88-мм орудий, размещенных за щитами на верхней палубе и надстройках — по четыре в носовой и кормовой части. На марсах грот- и бизань-мачты дополнительно размещалось восемь 37-мм скорострельных пушек. Первоначально на каждом броненосцев было шесть 45-см торпедных аппаратов (по три на борт), потом их число сократили до двух (по одному на борт, под носовым клюзом).
Для вооружения десантных партий имелись две 6 см десантных пушки и 345 винтовок Gewehr 71/84 (потом 250 mod 98) и 80 револьверов mod. 79, заменённых впоследствии пистолетами М.1904, а также четыре пулемёта системы Максим.

### Двигательная установка
Два винта приводились в движение двумя паровыми поршневыми машинами тройного расширения, которые питались двенадцатью огнетрубными котлами цилиндрического типа (36 топок). При запланированной мощности в 10 тыс. л. с. фактически машины «Бранденбургов» развивали мощность в 9686 — 10 228 л. с. Скорость броненосцев достигала 16,3 − 16,9 узлов (при 16,5 запланированных). Нормальный запас угля составлял 650 тонн, максимальный — 1050 тонн, что обеспечивало 4300 миль плавания при 10-узловом ходе. Помимо угля предполагалось дополнительное питание котлов мазутом при форсировании тяги.

## Служба
После вступления в строй в 1894 г. «Бранденбурги» были отнесены к броненосцам 1-го класса и составили 1-ю дивизию 1-й эскадры (флагман — «Курфюрст Фридрих Вильгельм») — основное боевое ядро германского флота (во 2-ю дивизию входили устаревшие броненосцы 3-го класса типа «Саксен»). В 1895 г. совершили поход в Испанию, что было воспринято как демонстрация военно-морской мощи Германии. В 1898 г. ходили вокруг Британских островов, что было первым подобным плаванием иностранных кораблей со времен испанской «Непобедимой Армады». В 1899 г. переквалифицированы в линейные корабли. В том же году «Бранденбурги» совершили поход в Лиссабон, где с ними встретилась, продемонстрировав перехват, британская эскадра Канала.

### Поход на Дальний Восток
Во время «Боксерского» восстания и интервенции сил международной коалиции в Китай Германия направила на Дальний Восток, помимо крейсерской эскадры, и дивизию броненосцев «Бранденбург». Дивизия, отрабатывавшая учение в море, впервые получила приказ о переходе в Китай 4 июля 1900 г. по радио (незадолго до того «Бранденбурги» были оборудованы радиостанциями) и 9 июля вышли из Киля в океанский поход. Пройдя Суэцким каналом, после 50-суточного похода «экспедиционная дивизия» достигла 30 августа Вузунга (пригород Шанхая), где встала на якоре, якобы с целью блокирования отступившей в устье Янцзы китайской военной флотилии, реально не представлявшей никакой угрозы для союзников. В конце сентября германская эскадра перешла в Жёлтое море и Бохайский залив, чтобы поддержать действия союзного экспедиционного корпуса под командованием немецкого фельдмаршала Вальдерзее. Десантный отряд с броненосцев принял участие во взятии приморской крепости Шанхайгуань. Затем броненосцы провели демонстрацию в устье Янцзы, причем «Фридрих Вильгельм» поднялся по реке до Нанкина. В начале 1901 г. немецкая броненосная эскадра перешла на базу в Циндао, корабли по очереди проходили ремонт в Гонконге и Нагасаки. В мае был получен приказ на возвращение и 11 августа дивизия «Бранденбургов» (переименованная во 2-ю) вошла в Вильгельмсхафен.

### Попытки модернизации и последующая судьба
В 1902—1905 гг. «Бранденбурги» один за другим прошли модернизацию. Были проведены демонтаж части надстроек, замена мачт на более легкие, бронирование кормовой рубки и реконструкция котлов. Предполагалась также серьёзная перестройка системы артиллерийского вооружения с заменой центральной башни главного калибра на батарею среднекалиберных орудий, но это было сочтено слишком затратным. Пришлось ограничиться установкой двух дополнительных 4-дюймовых орудий, что не смогло значительно усилить среднекалиберное вооружение, из-за слабости которого «Бранденбурги» считались уже устаревшим типом линейных кораблей. «Бранденбурги» были переведены во 2-ю эскадру линейного флота, а в 1907 гг. выведены в резерв и использовались в качестве блокшивов, кораблей-баз соединений или, временно, учебных судов.
После продажи Турции «Курфюрста Фридриха Вильгельма» и «Вейссенбурга» «Бранденбург» и «Вёрт» продолжали оставаться в резерве до Первой мировой войны. В 1914 г. были введены в состав действующего флота и привлечены для обороны побережья — сначала устьев Везера и Яде, с июля 1915 г. — занятой немцами Либавы (ожидался обстрел порта русскими дредноутами). В конце 1915 г. вновь выведены в резерв. Артиллерия, в том числе — главного калибра, была снята. Использовались в Либаве в качестве плавучих казарм, опреснителей и т. п. Позднее «Вёрт», затем и «Бранденбург» перевели в Данциг, где также использовали как казармы. В 1919 г. исключены из списков флота. В 1920 г. разобраны на металл.

### «Бранденбурги» в турецком флоте

«„Курфюрст Фридрих Вильгельм“ и „Вейсенбург“ прибыли в Турцию» с открытки

6 августа 1910 г. было принято решение о продаже броненосцев «Курфюрст Фридрих Вильгельм» и «Вейссенбург» Турции, где они были переименованы соответственно в «Хайр-ад-Дин Барбаросса» и «Торгут Рейс». Приняли активное участие в Первой Балканской войне 1912—1913 гг. . В сражениях при Элли и Лемносе турецкие броненосцы оказались не в силах противостоять новейшему греческому броненосному крейсеру итальянской постройки «Георгиос Авероф». При том, что турецкие «Бранденбурги» в ходе двух боев выпустили в противника около 800 снарядов главного калибра, «Авероф» получил лишь незначительные повреждения, в свою очередь, дважды фактически выведя бывшего «Фридриха Вильгельма» из строя. При Элли «Хайретдин Барбаросса» получил большую пробоину в борт выше броневого пояса и загорелся, при Лемносе — потерял две из трех башен главного калибра. Серьёзно пострадал и бывший «Вейссенбург» — «Торгут Рейс».
Во время Первой мировой войны по утверждению турок, «Хайретдин Барбаросса» сыграл в марте 1915 г. главную роль в отражении попытки прорыва англо-французского флота через Дарданеллы, повредив своей перекидной стрельбой британские линкоры «Куин Элизабет» и «Агамемнон».

Схема броненосца типа «Бранденбург» («Торгут Рейс», бывш. «Вейсенбург»)

8 августа 1915 г. «Хайретдин» был потоплен в Мраморном море английской подводной лодкой Е-11: «Е-11» крупно повезло, возле Булаира она встретила броненосец в сопровождении эсминца «Басра». «Барбарос Хайреддин» пытался доставить на фронт крупную партию боеприпасов. Нэсмит уклонился от эсминца и вышел в точку пуска торпед на правом траверзе броненосца. Торпеда попала в цель. «Барбарос Хайреддин» получил сильный крен на правый борт и направился к берегу, чтобы попытаться выброситься на мель. Но все усилия турок были напрасны. Через 20 минут броненосец вздрогнул от страшного взрыва — это сдетонировали боеприпасы. Корабль перевернулся и затонул. Из 700 человек экипажа спаслось не более третьей части. Несмит попытался торпедировать эсминец, который занимался спасением экипажа броненосца, но промахнулся" Это был единственный из броненосцев серии, погибший в бою.

«Торгут Рейс». 1928

Второй турецкий броненосец — «Торгут Рейс» — не принимал активного участия в боевых действиях. В 1915 г. с него сняли 4-дюймовые орудия, которые были размещены на береговых батареях в Дарданеллах. В начале 1918 г. он был привлечен для снятия с мели линейного крейсера «Гёбен». С 1924 г. стационарное учебное судно. Артиллерия ограничивалась двумя 11-дюймовывми орудиями носовой башни. В 1933 г. выведен из состава флота, но продолжал использоваться как плавучая казарма. Орудия главного калибра были использованы для береговых батарей в Дарданеллах. Разобран на металл в 1950-е гг., последним из «Бранденбургов».